# Libertas (direito romano)
Libertas, em Direito romano, é a definição histórica utilizada na Roma Antiga, em oposição à escravização. É um "status legal", significando que alguém não é mais escravo, não se sujeitando ao poder de outrem.
A servidão imposta pelo despotismo de Tarquínio, em que as pessoas tornavam-se "propriedade", acabou por levar à queda do reinado romano em 509 a.C, com a substituição do rei por dois cônsules, eleitos com tempo de mandato definido. Mais tarde, para "contrabalançar" o poder dos cônsules, criaram-se também dois cargos de tribuno da plebe.